# João II de Aragão
João II (Medina del Campo, 29 de junho de 1398 – Barcelona, 20 de janeiro de 1479), apelidado de "o Grande" e "o Sem Fé", foi o Rei de Aragão e das Coroas Aragonesas de 1458 até sua morte, além de Rei de Navarra a partir de 1425 em direito de sua esposa a rainha Branca I. Era filho do rei Fernando I de Aragão e sua esposa Leonor de Alburquerque.
Dominado por sua segunda esposa Joana Henriques, maltratou os filhos de Branca I de Navarra. Quando em 1452 nasceu seu filho Fernando, Joana passou a pressionar o rei para deserdar o primogênito, príncipe Carlos de Viana, filho de Branca, e nomear seu filho como sucessor.
A oposição a este rei se deve a seus pleitos com o filho Carlos de Viana que, despojado do reino, se refugiou na corte de seu tio Afonso IV em Nápoles, o qual o nomeara, em seu testamento, sucessor  de João. Morto o rei Afonso, Carlos refugiou-se em Maiorca. João II desejava casá-lo com Isabel de Castela,  mas o desembarque de Carlos em Barcelona, entusiasticamente recebido, fez com que o pai o mandasse prender em 1460. Foi tal a indignação na Catalunha que a Generalitat, dado que o rei não cumprira as leis, exigiu do rei a nomeação de Carlos de Viana como herdeiro. A Generalitat se enfrentou militarmente ao rei, que capitulou em fevereiro de 1461, deixando o filho em liberdade e assinando seu reconhecimento em 21 de junho de 1461. Em 23 de setembro de 1461, porém, o príncipe Carlos de Viana morreu de um "mal de costado" (nome dado à pleurisia).  Os catalães, indignados, ofereceram a coroa ao rei francês Luís XI, que a recusou.
Em 1462 aconteceu a revolta dos remençes ou agricultores em terras de propriedade alheia. A Generalitat enfrentou a revolta e o rei se posicionou contra a Generalitat, solicitando ajuda ao rei francês mediante pagamento de 200 000 escudos e a cessão dos direitos reais sobre o Rossilhão e a Cerdaña. As  tropas francesas invadiram, tendo início uma guerra civil entre o rei e a Generalitat. A Generalitat ofereceu a coroa ao rei de Castela Henrique IV, que a conservou um ano (1462-1463). As cortes catalãs elegeram então rei de Aragão D. Pedro de Portugal, Condestável de Portugal, filho do regente, infante D. Pedro e neto do Conde de Urgel, que pertencia à família real aragonesa por sua mãe Dona Isabel de Aragão, filha de Don Jaume ou Jaime II, Conde de Urgel, pretendente ao trono. Pedro de Portigal tomou posse do condado em 21 de janeiro de 1464  mas morreu em Granollers em 29 de junho de 1466 de modo suspeito, antes de ter consolidado a sua posição. A comitiva fúnebre que transportou o corpo para Barcelona era presidida por Mossen Francesc Colom. Pedro de Portugal era escritor de mérito, a quem se atribui a autoria de muitas obras.
A coroa foi a seguir oferecida a Reiner, René ou Renato de Anjou,  antigo pretendente à coroa de Nápoles, irmão de Luís de Anjou, um dos que disputaram a sucessão de Don Martín. Embora cego e com 70 anos, René aceitou e mandou a Barcelona seu filho João, Duque de Lorena, tomar posse em seu nome como lugar-tenente geral do principado o que foi realizado em 31 de agosto de 1467.
Em dezembro de 1469, João morreu em Barcelona. O rei Renato infringiu derrotas ao rei João II e a seu filho Ferran ou Fernando (futuro Fernando II) mas morreu, por sua vez, em 1480. Em dez anos a coroa da Catalunha-Aragão tinha passado por quatro reis!
Na guerra entre o rei João II e a Generalitat em 28 de fevereiro de 1465, em Gelida, na vitória real, foi aprisionado Rodrigo de Bobadilla, que combatia pelo rei, e que mais tarde tanto teria a ver com Colom (os Colom lutavam pela Generalitat). Os catalães recusaram reconhecer João II até 22 de dezembro de 1472, dia em que fez sua entrada solene em Barcelona, onde jurou e confirmou solenemente os foros da Catalunha. A paz fora acordada em 16 de outubro de 1472. Jurando as Constituciones, aprovava-se a atuação da Generalitat.  O Rossilhão e os territórios cedidos à França, porem, só seriam recuperados em 1493.

## Casamentos e posteridade
Casou primeiro em 10 de julho de 1420 em Pamplona com Branca I de Navarra (1391 - 1441, Santa María de Nieva), filha de Carlos III o Nobre, Rei de Navarra, e da Infanta Leonor de Castela. Tiveram quatro filhos:
1. Carlos de Viana (Penafiel, 29 de maio de 1421 - Barcelona, 23 de setembro de 1461), Príncipe de Viana, foi cruelmente atormentado pelo pai e pela madrasta. Casou em 30 de setembro de 1439 em Olite com Agnes de Clèves (24 de fevereiro de 1422 - Olite, 6 de abril de 1448), filha de Adolfo I, Duque de Cleves. Não tendo deixado da esposa posteridade alguma, após sua morte, as cortes catalãs elegeram Rei de Aragão D. Pedro de Coimbra, Condestável de Portugal.
2. Joana (1423-22 de agosto de 1425, Olite), Infanta de Navarra.
3. Branca de Navarra (Olite, 9 de junho de 1424 - Orthez, 2 de dezembro de 1464), Princesa de Viana; casada com Henrique IV o Impotente (Valladolid, 1425 - Madrid, 1474), Rei de Castela e Leão. Deserdada pelo pai e pelo irmão Carlos, Príncipe de Viana, foi por ele entregue à irmã Leonor, esposa de Gastão IV, Conde de Foix, e morreu na prisão, consta que envenenada pela irmã.
4. Leonor de Navarra (2 de setembro de 1425 - Tudela, 25 de julho de 1479), herdeira e rainha de Navarra. Casou em 30 de julho de 1476 com Gastão IV (1425-1472), Conde de Foix e de Bigorra. O pai, que conservara (sem o dever) o trono de Navarra mesmo depois de enviuvar, deserdou os dois filhos mais velhos em benefício do casal e Leonor administrou Navarra como queria o pai (1464-79). Só foi proclamada rainha por morte dele em 1479. Ela mesma morreu um mês depois. Teria mandado envenenar sua irmã Branca.

Casou em segundas núpcias em Torrelobaton em 1 de abril de 1444 (ou 1447) com Joana Henriques (Barcelona, 1425 - Saragoça, 13 de fevereiro de 1468), senhora de Casarrubios. Joana era filha de Fadrique Enriquez (?-23 de dezembro de 1473), Almirante de Castela, Conde de Melgar e Rueda, e de Mariana Ayala de Cordoba (?-1431), senhora de Casarrubios. Tiveram a seguinte descendência:
1. Leonor de Aragão (1448).
2. Fernando II de Aragão (Sos, 1452 - Madrigalejo, 1516) o Católico Rei de Aragão, Sicília e Nápoles, rei consorte de Castela de 1474 a 1504 como Fernando V.
3. Joana de Aragão (Barcelona, 1454 - Nápoles, 9 de janeiro de 1517), Rainha de Nápoles, Rainha titular de Jerusalém, casada com Fernando I de Nápoles (1423-1494), bastardo do rei Afonso V de Aragão (1412-58) o Magnânimo Rei de Nápoles, Sicília e Aragão.

Teve ainda filhos bastardos:
De Leonor de Escobar, filha de Alfonso Rodríguez de Escobar, Cavaleiro Fidalgo de Tierra de Campos, Alcaide-Mor dos Domínios do Rei D. João II de Aragão em Castela:
1. Afonso de Aragão (1417-1495), primeiro Duque de Villahermosa, Grande de Aragão em 1476, primeiro Conde de Ribagorza, Senhor e Conde de Cortes e Senhor de Igualada. Gozou injustamente por certo tempo do cargo de 26.º Mestre da Ordem de Calatrava. Foi Capitão-General do Exército do Reino de Navarra, Generalíssimo das Armas, Capitão-General do Principado da Catalunha, Vice-Rei, Governador e Capitão-General dos Reinos de Castela e Leão. Casou com mais de 60 anos em 1477 com Leonor de Sotomayor y Portugal, primeira Duquesa de Cortes, filha de Juan de Sotomayor, Reposteiro-Mor dos Reis Católicos, e de sua mulher D. Isabel de Portugal, da qual teve um filho, Afonso de Aragão, 2.º Duque de Villahermosa, etc, falecido em 1513, solteiro e sem geração, e Maria de Aragão, casada com Roberto de San Severino, 3.º Príncipe de Salerno e Conde de Mersico, com geração extinta. Dizem em Espanha: «El Rey Don Juan de Aragão y Navarra tuvo amores con una judía [Sefardita] convertida y penitenciada en Saragoça, llamada María de Juncos [o Junquers], apodada La Coneja, y tuvieron a Don Afonso de Aragão e de Escobar (1417 - 1495), de quien descienden los Duques de Villahermosa, los duques [condes y marqueses] de Albeyda, los condes de Guelves [Gelves]. Un Duque de Villahermosa, Don Francisco de Aragão, se casó también con una hija de Zapata, judío muy rico, recién convertido». Na realidade, María Junquers, falecida em 1506, era uma Donzela Nobre Catalã, filha de Mosen Bernardo Junquers, Castelão de Rosses, na Catalunha e Embaixador de D. João II de Aragão junto ao Duque de Milão Francesco Sforza. Dela, Afonso de Aragão teve dois filhos: João de Aragão, 1.º Duque de Luna e 2.º Conde de Ribagorza, e Leonor de Aragão, casada em Valência del Cid em 1477 com Jaime de Milà y Borja, Senhor da Baronia de Albayda e 1.º Conde de Albayda em 1478, em atenção ao seu casamento, com geração.[2]

De uma senhora castelhana de apelido Avellaneda: 
1. João de Aragão (1429-1475, Albalate de Cinca), Bispo de Saragoça.

De uma jovem natural de Navarra, Catalina Álvarez, da família dos Ansas: 
1. Fernando (?-1452) morto cedo;
2. Leonor de Aragão, que em 1468 casou com Luís de Beaumont (?-1508), II Conde de Lerín e Condestável de Navarra;
3. Maria, cedo morta.